# Karel XII van Zweden
Karel XII (Stockholm, 17 juni 1682 – Halden, 30 november 1718) was van 1697 tot 1718 koning van Zweden. Hij was de derde koning uit het geslacht Wittelsbach en één der partijen in de Grote Noordse Oorlog (1700-1721).

## Vroege campagnes
Karel volgde zijn vader op in 1697. Van zijn minderjarigheid wilden Saksen, Rusland en Denemarken gebruikmaken om de macht van Zweden te vernietigen. Karel besloot zijn vijanden voor te zijn. Hij begon een oorlog tegen zijn neef én zwager, koning Frederik IV van Denemarken, die hij na een belegering van Kopenhagen tot de vrede van Traventhal dwong (1700).
Het Russische leger onder leiding van Peter de Grote werd verslagen bij Narva, waarbij veel soldaten deserteerden of verdronken. Daarna deed Karel een inval in Polen. Na Warschau veroverd te hebben (1702) en zijn andere neef, de Saksische koning, verslagen te hebben bij de Klissow, bezette hij Krakow. Tot slot liet Karel zijn beschermeling Stanislas Leszczyński verkiezen tot koning van Polen.
Zonder zich te bekommeren om de tsaar, die Ingermanland, Estland en Lijfland veroverd had (1704), zette hij de oorlog voort tegen Saksen onder August de Sterke, die hij in 1706 dwong tot het eerste Verdrag van Altranstädt en het opgeven van zijn aanspraak op de Poolse troon. Een jaar lang bleef hij met zijn leger in Saksen, waar hij met moeite door Holland en Engeland werd overreed Frankrijk niet te steunen in de Spaanse Successieoorlog.

## Tegen Rusland
In 1708 begon Karel een desastreuze aanval op Rusland. Een Zweeds leger trok uit Koerland op, terwijl hij zelf op Moskou zou aanrukken. Door de kozakkenhetman Ivan Mazeppa liet hij zich overhalen Zuid-Rusland binnen te vallen, maar hij gaf daarbij zijn generaal Adam Ludwig Loewenhaupt geen gelegenheid hem de nodige versterkingen toe te voeren. Karel raakte gewond en zijn afgemat leger werd door de Russen bij Poltawa vernietigd (1709).

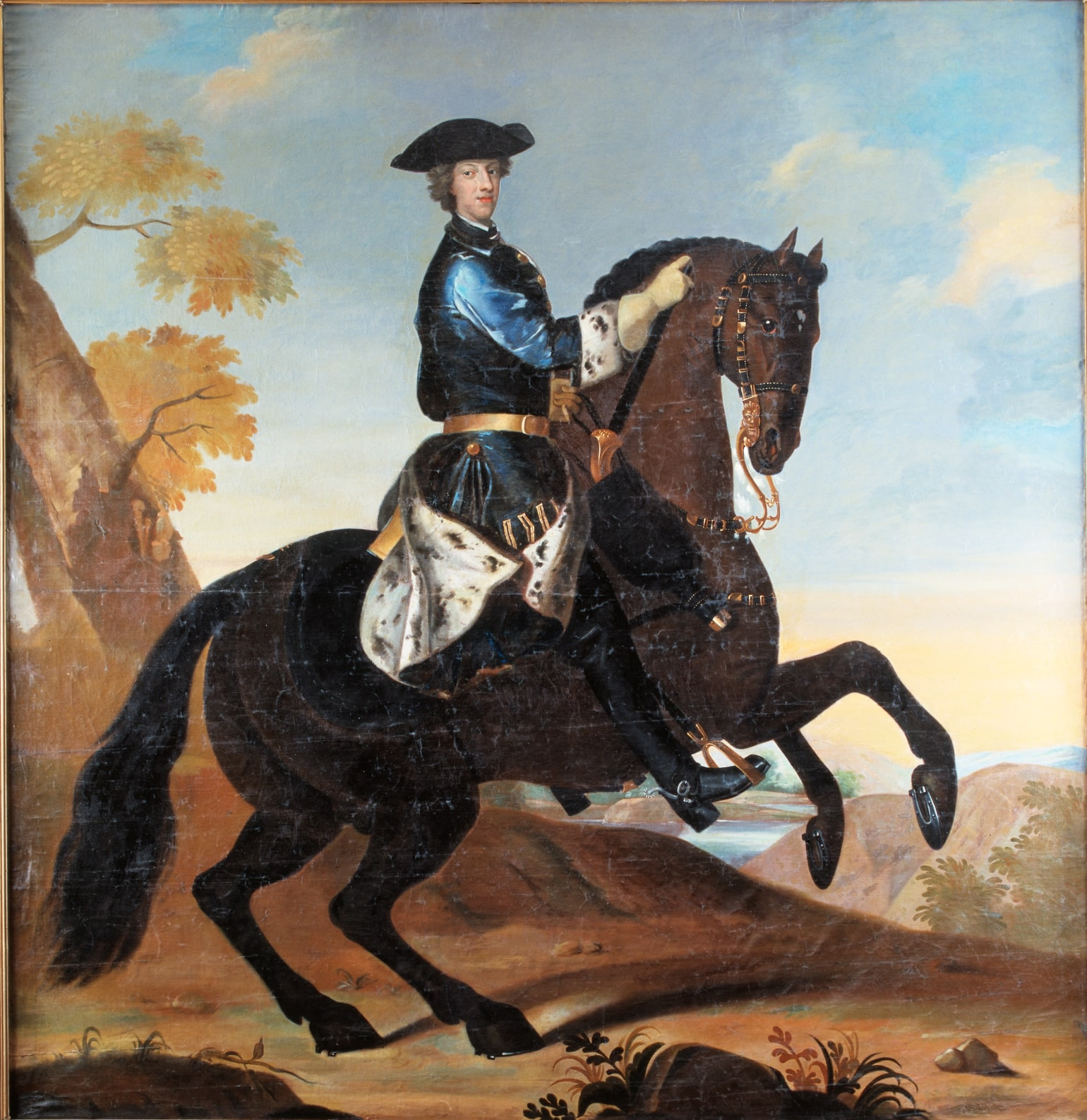
Ruiterportret

Terwijl Karel met een deel van zijn troepen en een aantal vertrouwelingen de vlucht nam naar de vesting Bender op destijds Turks grondgebied, hervatten Denemarken en Saksen de oorlog. De keurvorst van Saksen, August de Sterke, eiste de Poolse troon terug. Het lukte Karel de sultan te bewegen de Russen de oorlog te verklaren (1710). De Turken behaalden een schitterende overwinning bij de Proet (1711). Karel kreeg toestemming om terug te keren naar Zweden, maar bleef rondhangen in Moldavië, misschien nog niet geheel hersteld van de verwonding aan zijn voet. Het jaar daarop belegerde Ahmed III de stad Bender om Karel weg te krijgen. De Janitsaren weigerden echter op hem te schieten. Karel XII werd gevangengenomen en overgebracht naar Istanboel. Hij bestudeerde naar het schijnt de Turkse marine en speelde schaak met zijn minister.

## Campagnes in het Noorden
In 1714 lukte het Karel te ontsnappen en reed hij te paard in twee weken tijd via Transsylvanië naar Stralsund. Karel hervatte de strijd tegen Denemarken, die het eiland Rügen hadden bezet. In 1716 belegerde hij Christiania, het huidige Oslo. In een poging zijn verliezen aan de Oostzee te compenseren belegerde hij in 1718 de vesting Frederiksten bij Halden in het uiterste zuiden van Noorwegen, maar werd daarbij na enkele maanden van dichtbij door het hoofd geschoten. Of de kogel van het belegerde garnizoen afkomstig was of uit zijn eigen gelederen is tot vandaag toe omstreden. Van het Zweedse leger bestaande uit 70.000 man was inmiddels een derde omgekomen van honger, koude en ondervoeding. Karel, ongehuwd en kinderloos, werd bijgezet in de Kerk van Riddarholmen te Stockholm, hij werd opgevolgd door zijn jongste zuster Ulrike en haar echtgenoot, de latere Frederik I van Zweden.
Zijn minister Georg Heinrich von Görtz, die in 1716 in Arnhem was gearresteerd op last van koning George I van Engeland en onderhandelingen met Rusland was aangegaan, werd gearresteerd en in 1719 onthoofd.
De reputatie van Karel XII als tacticus is groot, maar als strateeg en diplomaat omstreden. Hij stond bekend als koudbloedig, geïnteresseerd in oorlog voeren, schaken en wiskunde (hij wilde Emanuel Swedenborg een octaal talstelsel laten ontwerpen), maar niet in vrouwen en alcohol. Hij sprak vloeiend Duits, Latijn en Frans.

## Culturele doorwerking
In 1727 publiceerde Voltaire zijn Histoire de Charles XII.
August Strindberg maakte in 1901 het toneelstuk Carl XII.
De onopgehelderde moord en het werk van Voltaire boden Simon Vestdijk stof voor zijn historische roman De filosoof en de sluipmoordenaar, geschreven in 1959.
Zweedse neo-nazi's verheerlijken Karel XII.
In 2012 bracht de Zweedse powermetalband Sabaton een album uit over de opmars en de val van het Koninkrijk Zweden onder de naam Carolus Rex.

## Kwartierstaat
| Johan Casimir van Palts-Kleeburg (1589-1652) | Johan Casimir van Palts-Kleeburg (1589-1652) | Johan Casimir van Palts-Kleeburg (1589-1652) | Johan Casimir van Palts-Kleeburg (1589-1652) | Johan Casimir van Palts-Kleeburg (1589-1652) | Johan Casimir van Palts-Kleeburg (1589-1652) | Catharina Wasa (1584-1638)             | Catharina Wasa (1584-1638)             | Catharina Wasa (1584-1638)             | Catharina Wasa (1584-1638)             | Catharina Wasa (1584-1638)       | Catharina Wasa (1584-1638)       |                                  |                                  | Frederik III van Sleeswijk-Holstein-Gottorp (1597-1659) | Frederik III van Sleeswijk-Holstein-Gottorp (1597-1659) | Frederik III van Sleeswijk-Holstein-Gottorp (1597-1659)    | Frederik III van Sleeswijk-Holstein-Gottorp (1597-1659)    | Frederik III van Sleeswijk-Holstein-Gottorp (1597-1659)    | Frederik III van Sleeswijk-Holstein-Gottorp (1597-1659)    | Maria Elisabeth van Saksen (1610-1684)                     | Maria Elisabeth van Saksen (1610-1684)                     | Maria Elisabeth van Saksen (1610-1684) | Maria Elisabeth van Saksen (1610-1684) | Maria Elisabeth van Saksen (1610-1684) | Maria Elisabeth van Saksen (1610-1684) |                               |                               | Christiaan IV van Denemarken (1577-1648) | Christiaan IV van Denemarken (1577-1648) | Christiaan IV van Denemarken (1577-1648) | Christiaan IV van Denemarken (1577-1648) | Christiaan IV van Denemarken (1577-1648) | Christiaan IV van Denemarken (1577-1648) | Anna Catharina van Brandenburg (1575-1612) | Anna Catharina van Brandenburg (1575-1612) | Anna Catharina van Brandenburg (1575-1612) | Anna Catharina van Brandenburg (1575-1612) | Anna Catharina van Brandenburg (1575-1612) | Anna Catharina van Brandenburg (1575-1612) |                                            |                                            | George van Brunswijk-Calenberg (1582-1641) | George van Brunswijk-Calenberg (1582-1641) | George van Brunswijk-Calenberg (1582-1641)       | George van Brunswijk-Calenberg (1582-1641)       | George van Brunswijk-Calenberg (1582-1641)       | George van Brunswijk-Calenberg (1582-1641)       | Anna Eleonora van Hessen-Darmstadt (1601-1659)   | Anna Eleonora van Hessen-Darmstadt (1601-1659)   | Anna Eleonora van Hessen-Darmstadt (1601-1659) | Anna Eleonora van Hessen-Darmstadt (1601-1659) | Anna Eleonora van Hessen-Darmstadt (1601-1659) | Anna Eleonora van Hessen-Darmstadt (1601-1659) |  |  |  |  |  |  |  |  |  |  |  |  |  |  |  |  |  |  |  |  |  |  |  |  |  |  |  |  |  |  |  |  |  |  |  |  |  |  |  |  |  |  |  |  |  |  |  |  |
| Johan Casimir van Palts-Kleeburg (1589-1652) | Johan Casimir van Palts-Kleeburg (1589-1652) | Johan Casimir van Palts-Kleeburg (1589-1652) | Johan Casimir van Palts-Kleeburg (1589-1652) | Johan Casimir van Palts-Kleeburg (1589-1652) | Johan Casimir van Palts-Kleeburg (1589-1652) | Catharina Wasa (1584-1638)             | Catharina Wasa (1584-1638)             | Catharina Wasa (1584-1638)             | Catharina Wasa (1584-1638)             | Catharina Wasa (1584-1638)       | Catharina Wasa (1584-1638)       |                                  |                                  | Frederik III van Sleeswijk-Holstein-Gottorp (1597-1659) | Frederik III van Sleeswijk-Holstein-Gottorp (1597-1659) | Frederik III van Sleeswijk-Holstein-Gottorp (1597-1659)    | Frederik III van Sleeswijk-Holstein-Gottorp (1597-1659)    | Frederik III van Sleeswijk-Holstein-Gottorp (1597-1659)    | Frederik III van Sleeswijk-Holstein-Gottorp (1597-1659)    | Maria Elisabeth van Saksen (1610-1684)                     | Maria Elisabeth van Saksen (1610-1684)                     | Maria Elisabeth van Saksen (1610-1684) | Maria Elisabeth van Saksen (1610-1684) | Maria Elisabeth van Saksen (1610-1684) | Maria Elisabeth van Saksen (1610-1684) |                               |                               | Christiaan IV van Denemarken (1577-1648) | Christiaan IV van Denemarken (1577-1648) | Christiaan IV van Denemarken (1577-1648) | Christiaan IV van Denemarken (1577-1648) | Christiaan IV van Denemarken (1577-1648) | Christiaan IV van Denemarken (1577-1648) | Anna Catharina van Brandenburg (1575-1612) | Anna Catharina van Brandenburg (1575-1612) | Anna Catharina van Brandenburg (1575-1612) | Anna Catharina van Brandenburg (1575-1612) | Anna Catharina van Brandenburg (1575-1612) | Anna Catharina van Brandenburg (1575-1612) |                                            |                                            | George van Brunswijk-Calenberg (1582-1641) | George van Brunswijk-Calenberg (1582-1641) | George van Brunswijk-Calenberg (1582-1641)       | George van Brunswijk-Calenberg (1582-1641)       | George van Brunswijk-Calenberg (1582-1641)       | George van Brunswijk-Calenberg (1582-1641)       | Anna Eleonora van Hessen-Darmstadt (1601-1659)   | Anna Eleonora van Hessen-Darmstadt (1601-1659)   | Anna Eleonora van Hessen-Darmstadt (1601-1659) | Anna Eleonora van Hessen-Darmstadt (1601-1659) | Anna Eleonora van Hessen-Darmstadt (1601-1659) | Anna Eleonora van Hessen-Darmstadt (1601-1659) |  |  |  |  |  |  |  |  |  |  |  |  |  |  |  |  |  |  |  |  |  |  |  |  |  |  |  |  |  |  |  |  |  |  |  |  |  |  |  |  |  |  |  |  |  |  |  |  |
|                                              |                                              |                                              |                                              |                                              |                                              |                                        |                                        |                                        |                                        |                                  |                                  |                                  |                                  |                                                         |                                                         |                                                            |                                                            |                                                            |                                                            |                                                            |                                                            |                                        |                                        |                                        |                                        |                               |                               |                                          |                                          |                                          |                                          |                                          |                                          |                                            |                                            |                                            |                                            |                                            |                                            |                                            |                                            |                                            |                                            |                                                  |                                                  |                                                  |                                                  |                                                  |                                                  |                                                |                                                |                                                |                                                |  |  |  |  |  |  |  |  |  |  |  |  |  |  |  |  |  |  |  |  |  |  |  |  |  |  |  |  |  |  |  |  |  |  |  |  |  |  |  |  |  |  |  |  |  |  |  |  |
|                                              |                                              |                                              |                                              | Karel X Gustaaf van Zweden (1622-1660)       | Karel X Gustaaf van Zweden (1622-1660)       | Karel X Gustaaf van Zweden (1622-1660) | Karel X Gustaaf van Zweden (1622-1660) | Karel X Gustaaf van Zweden (1622-1660) | Karel X Gustaaf van Zweden (1622-1660) |                                  |                                  |                                  |                                  |                                                         |                                                         | Hedwig Eleonora van Sleeswijk-Holstein-Gottorp (1636-1715) | Hedwig Eleonora van Sleeswijk-Holstein-Gottorp (1636-1715) | Hedwig Eleonora van Sleeswijk-Holstein-Gottorp (1636-1715) | Hedwig Eleonora van Sleeswijk-Holstein-Gottorp (1636-1715) | Hedwig Eleonora van Sleeswijk-Holstein-Gottorp (1636-1715) | Hedwig Eleonora van Sleeswijk-Holstein-Gottorp (1636-1715) |                                        |                                        |                                        |                                        |                               |                               |                                          |                                          |                                          |                                          | Frederik III van Denemarken (1609-1670)  | Frederik III van Denemarken (1609-1670)  | Frederik III van Denemarken (1609-1670)    | Frederik III van Denemarken (1609-1670)    | Frederik III van Denemarken (1609-1670)    | Frederik III van Denemarken (1609-1670)    |                                            |                                            |                                            |                                            |                                            |                                            | Sophia Amalia van Brunswijk-Lüneburg (1628-1685) | Sophia Amalia van Brunswijk-Lüneburg (1628-1685) | Sophia Amalia van Brunswijk-Lüneburg (1628-1685) | Sophia Amalia van Brunswijk-Lüneburg (1628-1685) | Sophia Amalia van Brunswijk-Lüneburg (1628-1685) | Sophia Amalia van Brunswijk-Lüneburg (1628-1685) |                                                |                                                |                                                |                                                |  |  |  |  |  |  |  |  |  |  |  |  |  |  |  |  |  |  |  |  |  |  |  |  |  |  |  |  |  |  |  |  |  |  |  |  |  |  |  |  |  |  |  |  |  |  |  |  |
|                                              |                                              |                                              |                                              | Karel X Gustaaf van Zweden (1622-1660)       | Karel X Gustaaf van Zweden (1622-1660)       | Karel X Gustaaf van Zweden (1622-1660) | Karel X Gustaaf van Zweden (1622-1660) | Karel X Gustaaf van Zweden (1622-1660) | Karel X Gustaaf van Zweden (1622-1660) |                                  |                                  |                                  |                                  |                                                         |                                                         | Hedwig Eleonora van Sleeswijk-Holstein-Gottorp (1636-1715) | Hedwig Eleonora van Sleeswijk-Holstein-Gottorp (1636-1715) | Hedwig Eleonora van Sleeswijk-Holstein-Gottorp (1636-1715) | Hedwig Eleonora van Sleeswijk-Holstein-Gottorp (1636-1715) | Hedwig Eleonora van Sleeswijk-Holstein-Gottorp (1636-1715) | Hedwig Eleonora van Sleeswijk-Holstein-Gottorp (1636-1715) |                                        |                                        |                                        |                                        |                               |                               |                                          |                                          |                                          |                                          | Frederik III van Denemarken (1609-1670)  | Frederik III van Denemarken (1609-1670)  | Frederik III van Denemarken (1609-1670)    | Frederik III van Denemarken (1609-1670)    | Frederik III van Denemarken (1609-1670)    | Frederik III van Denemarken (1609-1670)    |                                            |                                            |                                            |                                            |                                            |                                            | Sophia Amalia van Brunswijk-Lüneburg (1628-1685) | Sophia Amalia van Brunswijk-Lüneburg (1628-1685) | Sophia Amalia van Brunswijk-Lüneburg (1628-1685) | Sophia Amalia van Brunswijk-Lüneburg (1628-1685) | Sophia Amalia van Brunswijk-Lüneburg (1628-1685) | Sophia Amalia van Brunswijk-Lüneburg (1628-1685) |                                                |                                                |                                                |                                                |  |  |  |  |  |  |  |  |  |  |  |  |  |  |  |  |  |  |  |  |  |  |  |  |  |  |  |  |  |  |  |  |  |  |  |  |  |  |  |  |  |  |  |  |  |  |  |  |
|                                              |                                              |                                              |                                              |                                              |                                              |                                        |                                        |                                        |                                        | Karel XI van Zweden (1655-1697)  | Karel XI van Zweden (1655-1697)  | Karel XI van Zweden (1655-1697)  | Karel XI van Zweden (1655-1697)  | Karel XI van Zweden (1655-1697)                         | Karel XI van Zweden (1655-1697)                         |                                                            |                                                            |                                                            |                                                            |                                                            |                                                            |                                        |                                        |                                        |                                        |                               |                               |                                          |                                          |                                          |                                          |                                          |                                          |                                            |                                            |                                            |                                            | Ulrika Eleonora van Denemarken (1656-1693) | Ulrika Eleonora van Denemarken (1656-1693) | Ulrika Eleonora van Denemarken (1656-1693) | Ulrika Eleonora van Denemarken (1656-1693) | Ulrika Eleonora van Denemarken (1656-1693) | Ulrika Eleonora van Denemarken (1656-1693) |                                                  |                                                  |                                                  |                                                  |                                                  |                                                  |                                                |                                                |                                                |                                                |  |  |  |  |  |  |  |  |  |  |  |  |  |  |  |  |  |  |  |  |  |  |  |  |  |  |  |  |  |  |  |  |  |  |  |  |  |  |  |  |  |  |  |  |  |  |  |  |
|                                              |                                              |                                              |                                              |                                              |                                              |                                        |                                        |                                        |                                        | Karel XI van Zweden (1655-1697)  | Karel XI van Zweden (1655-1697)  | Karel XI van Zweden (1655-1697)  | Karel XI van Zweden (1655-1697)  | Karel XI van Zweden (1655-1697)                         | Karel XI van Zweden (1655-1697)                         |                                                            |                                                            |                                                            |                                                            |                                                            |                                                            |                                        |                                        |                                        |                                        |                               |                               |                                          |                                          |                                          |                                          |                                          |                                          |                                            |                                            |                                            |                                            | Ulrika Eleonora van Denemarken (1656-1693) | Ulrika Eleonora van Denemarken (1656-1693) | Ulrika Eleonora van Denemarken (1656-1693) | Ulrika Eleonora van Denemarken (1656-1693) | Ulrika Eleonora van Denemarken (1656-1693) | Ulrika Eleonora van Denemarken (1656-1693) |                                                  |                                                  |                                                  |                                                  |                                                  |                                                  |                                                |                                                |                                                |                                                |  |  |  |  |  |  |  |  |  |  |  |  |  |  |  |  |  |  |  |  |  |  |  |  |  |  |  |  |  |  |  |  |  |  |  |  |  |  |  |  |  |  |  |  |  |  |  |  |
|                                              |                                              |                                              |                                              |                                              |                                              |                                        |                                        |                                        |                                        |                                  |                                  |                                  |                                  |                                                         |                                                         |                                                            |                                                            |                                                            |                                                            |                                                            |                                                            |                                        |                                        |                                        |                                        |                               |                               |                                          |                                          |                                          |                                          |                                          |                                          |                                            |                                            |                                            |                                            |                                            |                                            |                                            |                                            |                                            |                                            |                                                  |                                                  |                                                  |                                                  |                                                  |                                                  |                                                |                                                |                                                |                                                |  |  |  |  |  |  |  |  |  |  |  |  |  |  |  |  |  |  |  |  |  |  |  |  |  |  |  |  |  |  |  |  |  |  |  |  |  |  |  |  |  |  |  |  |  |  |  |  |
|                                              |                                              |                                              |                                              |                                              |                                              |                                        |                                        |                                        |                                        |                                  |                                  |                                  |                                  |                                                         |                                                         |                                                            |                                                            |                                                            |                                                            |                                                            |                                                            |                                        |                                        |                                        |                                        |                               |                               |                                          |                                          |                                          |                                          |                                          |                                          |                                            |                                            |                                            |                                            |                                            |                                            |                                            |                                            |                                            |                                            |                                                  |                                                  |                                                  |                                                  |                                                  |                                                  |                                                |                                                |                                                |                                                |  |  |  |  |  |  |  |  |  |  |  |  |  |  |  |  |  |  |  |  |  |  |  |  |  |  |  |  |  |  |  |  |  |  |  |  |  |  |  |  |  |  |  |  |  |  |  |  |
| Hedwig Sophia van Zweden (1681-1708)         | Hedwig Sophia van Zweden (1681-1708)         | Hedwig Sophia van Zweden (1681-1708)         | Hedwig Sophia van Zweden (1681-1708)         | Hedwig Sophia van Zweden (1681-1708)         | Hedwig Sophia van Zweden (1681-1708)         |                                        |                                        | Karel XII van Zweden (1682-1718)       | Karel XII van Zweden (1682-1718)       | Karel XII van Zweden (1682-1718) | Karel XII van Zweden (1682-1718) | Karel XII van Zweden (1682-1718) | Karel XII van Zweden (1682-1718) |                                                         |                                                         | Gustaaf van Zweden (1683-1685)                             | Gustaaf van Zweden (1683-1685)                             | Gustaaf van Zweden (1683-1685)                             | Gustaaf van Zweden (1683-1685)                             | Gustaaf van Zweden (1683-1685)                             | Gustaaf van Zweden (1683-1685)                             |                                        |                                        | Ulrich van Zweden (1684-1685)          | Ulrich van Zweden (1684-1685)          | Ulrich van Zweden (1684-1685) | Ulrich van Zweden (1684-1685) | Ulrich van Zweden (1684-1685)            | Ulrich van Zweden (1684-1685)            |                                          |                                          | Frederik van Zweden (1685-1685)          | Frederik van Zweden (1685-1685)          | Frederik van Zweden (1685-1685)            | Frederik van Zweden (1685-1685)            | Frederik van Zweden (1685-1685)            | Frederik van Zweden (1685-1685)            |                                            |                                            | Karel Gustaaf van Zweden (1686-1687)       | Karel Gustaaf van Zweden (1686-1687)       | Karel Gustaaf van Zweden (1686-1687)       | Karel Gustaaf van Zweden (1686-1687)       | Karel Gustaaf van Zweden (1686-1687)             | Karel Gustaaf van Zweden (1686-1687)             |                                                  |                                                  | Ulrike Eleonora van Zweden (1688-1741)           | Ulrike Eleonora van Zweden (1688-1741)           | Ulrike Eleonora van Zweden (1688-1741)         | Ulrike Eleonora van Zweden (1688-1741)         | Ulrike Eleonora van Zweden (1688-1741)         | Ulrike Eleonora van Zweden (1688-1741)         |  |  |  |  |  |  |  |  |  |  |  |  |  |  |  |  |  |  |  |  |  |  |  |  |  |  |  |  |  |  |  |  |  |  |  |  |  |  |  |  |  |  |  |  |  |  |  |  |